# 日本板硝子

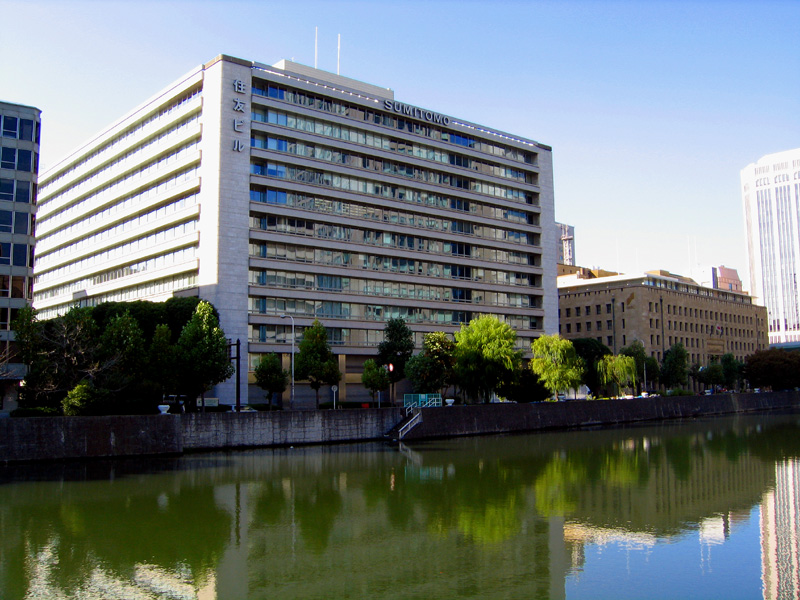
大阪本社が入居する住友ビルディング

日本板硝子株式会社（にほんいたがらす、英: Nippon Sheet Glass Company, Ltd）は、東京都港区三田及び大阪府大阪市中央区北浜に本社を置く、ガラスや土石製品を製造・販売する企業。住友グループに属し、白水会および住友グループ広報委員会にも参加する。

## 概説
AGC（旧・旭硝子）と並ぶ大手の硝子メーカー。太陽電池用ガラスも製造。「NSG Group」として、ブランド名称の世界統一を図っている。
2006年に、同社より売上高・最終利益の大きい英・ピルキントンを6千億円で買収し、AGC、サンゴバンなどと並ぶ世界最大級のガラスメーカーの一角となった。
建築用スパッタ遮熱高断熱コーティング・複層ガラス技術では世界最強の米国・カーディナル社と提携。ピルキントンのオンラインCVD断熱（最近遮熱も開発された）コーティング技術と合わせ、急がれる地球温暖化対策として今後のエコガラス世界戦略も期待される。日本板硝子はエコガラスでは世界のリーダー的存在。全世界向けに高機能建築ガラス、高機能自動車ガラスを積極展開。マルチファンクションプリンター（複合機）用レンズや静電容量型タッチパネル用ガラス基板ではシェアナンバーワン。またガラスメーカーでは希少な大面積スプレーコーティング技術も有している。

## 沿革
- 1900-1901年間 - 渋沢栄一らによって設立（品川硝子会社から事業移管）したガラス製造準備会社が技術導入等を頓挫、事業化断念と共に廃業[4]。なお、これが"日本板硝子"のルーツとなる[5]。
- 1918年11月 - コルバーン式製板法による板ガラスの製造を目的として、杉田与三郎が米国リビーオーエンスフォードグラス社（後にピルキントン社に買収）より特許権を取得し技術を導入、合弁で日米板ガラス株式会社として設立され、大阪市に本店を置く。
- 1919年5月 - 福岡県北九州市若松区に日本初の厚板ガラス製造工場である二島工場[6]（1950年7月、若松工場に改称）建設。
- 1920年 - 二島工場竣工。
- 1931年1月 - 社名を日本板硝子株式会社に変更。
- 1935年8月 - 三重県四日市市に四日市工場を建設。
- 1941年
  - 3月 - 徳永板硝子製造株式会社を吸収合併し、尼崎工場を加える。
  - 8月 - 東京支店設置。
- 1944年11月 - 尼崎工場の操業を休止し、住友化学株式会社に譲渡。
- 1947年8月 - 大阪支店及び小倉支店設置。
- 1948年8月 - 名古屋支店設置。
- 1949年11月 - 尼崎市に研究所設置。
- 1950年 - 東京、大阪、神戸の各証券取引所に株式上場。
- 1951年3月 - 京都府舞鶴市に舞鶴工場建設。
- 1953年11月 - 小樽支店設置。
- 1961年6月 - 大阪市に本社ビルが完成（現在の大阪ガス御堂筋東ビルの位置）。日本初の前面展望電車として誕生した名鉄7000系電車（パノラマカー）にガラスを納入。
- 1963年
  - 4月 - 仙台支店設置。
  - 9月21日 - 千葉県市原市に千葉工場完成[7]。
  - 12月 - 小樽支店を札幌に移転し、札幌支店設置。
- 1964年11月 - 舞鶴工場にフロート方式（ピルキントン社開発技術）による板ガラス製造設備新設。
- 1965年 - 舞鶴事業所にて東洋初となるフロート板ガラスの生産を開始。
- 1968年7月 - 伊丹市に研究所を新設移転。
- 1969年7月 - 千葉工場に型板ガラス製造設備新設。
- 1970年10月 - 日本安全硝子株式会社を吸収合併し、川崎工場及び京都工場を加える。
- 1971年
  - 8月 - 千葉工場にフロート方式による板ガラス製造設備新設。
  - 11月 - マレーシアン・シートグラス社を設立。
- 1972年8月 - 小倉支店を福岡に移転し、福岡支店設置。
- 1973年5月 - 広島支店設置。
- 1977年12月 - 若松工場閉鎖[8]。
- 1978年6月 - 舞鶴工場にフロート方式による板ガラス製造設備新設。
- 1979年
  - 7月 - 日本硝子繊維株式会社よりガラス繊維の販売権の譲渡を受け、ガラス繊維の販売を開始。
  - 12月 - 日本硝子繊維土浦工場の管理運営を当社に移管し、土浦製造所として発足。
- 1980年7月 - 相模原製造所新設。
- 1983年10月 - 筑波研究所新設。
- 1986年9月 - ユナイテッドL-Nグラス社新設。
- 1987年
  - 4月 - 日本マイクロジーウール株式会社（後に株式会社マグに社名変更）を設立し、ガラス短繊維の製造及び販売業務を譲渡。
  - 10月 - NSGヨーロッパ社を設立。
- 1990年
  - 3月 - リビーオーエンスフォード社に資本参加。
  - 6月 - 川崎工場閉鎖。
  - 7月 - 相模原製造所を相模原工場に改称。
- 1991年11月 - 愛知工場を設置。
- 1993年4月 - トリプレックスセイフティグラス社に資本参加。
- 1995年
  - 3月 - ベトナムフロートガラス社設立。
  - 7月 - NSGアジア社設立。
- 1996年
  - 8月 - 蘇州板硝子電子有限公司を設立。
  - 11月 - NSGフィリピン社を設立。
- 1997年1月 - 天津日板浮法玻璃有限公司を設立。
- 1998年2月 - 舞鶴工場新フロート窯操業開始。
- 1999年4月 - 日本硝子繊維株式会社及び株式会社マイクロオプトを吸収合併。
- 2000年
  - 7月 - 英国ピルキントン社に資本参加。
  - 12月 - 本社を大阪市中央区道修町から北浜に移転。
- 2001年4月 - 日本無機株式会社を完全子会社化。ピルキントン社、持ち分法適用会社になる。
- 2002年9月 - NSGヴェトロテックス社設立（ガラス長繊維事業）。
- 2004年7月 - 本店を大阪市から東京都港区海岸に移転。
- 2006年
  - 2月 - 板ガラスの世界大手である英国のピルキントン社の買収で合意。
  - 6月 - 英国ピルキントン社を、スキーム・オブ・アレンジメント（被買収会社株主総会承認による現金買収）によって、完全子会社化。
- 2007年2月 - 東京本社並びに本店登記を現住所に移転。
- 2008年6月 - 委員会設置会社に移行。買収先のピルキントン出身のスチュアート・チェンバースが代表執行役社長に就任。持分法適用会社の株式会社マグをサンゴバン株式会社に譲渡。
- 2009年10月 - 日本無機株式会社の株式をダイキン工業株式会社へ譲渡。

## 歴代社長
| 代             | 氏名                       | 就任日         | 退任日        | 備考                         |
| 日米板硝子     | 日米板硝子                 | 日米板硝子     | 日米板硝子    | 日米板硝子                   |
| -------------- | -------------------------- | -------------- | ------------- | ---------------------------- |
| 1              | 杉田与三郎                 | 1918年11月22日 | 1922年8月29日 | 常務                         |
| 2              | 大隅行一                   | 1922年8月29日  | 1923年5月31日 | 常務                         |
| 臨時代表取締役 | 大屋敦                     | 1923年6月1日   | 1923年6月16日 | [ 9 ]                        |
| 3              | 森源之助                   | 1923年6月16日  | 1952年6月1日  | 常務                         |
| 4              | 大石公平                   | 1927年2月28日  | 1931年1月15日 | 常務、社名改称               |
| 日本板硝子     |                            |                |               |                              |
| 4              | 大石公平                   | 1931年1月16日  | 1938年1月17日 | 常務                         |
| 5              | 稲井勲造                   | 1938年1月17日  | 1942年5月25日 | 常務、在任中に死去           |
| 6              | 中村文夫                   | 1942年6月11日  | 1962年5月28日 | 常務、1943年12月15日より社長 |
| 7              | 渡辺逸郎                   | 1962年5月28日  | 1968年        |                              |
| 8              | 滝本清八郎                 | 1968年         | 1971年        |                              |
| 9              | 川瀬二郎                   | 1971年         | 1976年        |                              |
| 10             | 菅沼俊彦                   | 1976年         | 1982年        |                              |
| 11             | 刺賀信雄                   | 1982年         | 1988年        |                              |
| 12             | 中島達二                   | 1988年         | 1992年        |                              |
| 13             | 松村実                     | 1992年         | 1998年        |                              |
| 14             | 出原洋三                   | 1998年         | 2004年        |                              |
| 15             | 藤本勝司                   | 2004年6月      | 2008年        |                              |
| 16             | スチュアート・チェンバース | 2008年         | 2009年        |                              |
| 17             | 藤本勝司                   | 2009年10月     | 2010年4月     |                              |
| 18             | クレイグ・ネイラー         | 2010年4月      | 2012年        |                              |
| 19             | 吉川恵治                   | 2012年4月      | 2015年4月     |                              |
| 20             | 森重樹                     | 2015年         | 2023年4月     |                              |
| 21             | 細沼宗浩                   | 2023年4月      | 現職          |                              |

## 技術
スパッタ光触媒の結晶化シード層技術はNSGが自社開発した技術である。スパッタ光触媒ガラスは製品販売終了したが、結晶化シード層技術はその横展開がまだまだ期待される。
先行的な研究開発活動としては技術研究所および日本板硝子材料工学助成会がある。
先行技術としては先述のエコガラス（LOWE複層ガラス）、スマートガラスとして期待される調光ガラス、燃料電池自動車などに期待される水素発生光触媒などに強み。
またガラスメーカーでは希少な大面積スプレーコーティング技術も有している。

## 主力製品・事業

### ウイルスパンデミック対策
- 抗ウイルス・抗菌ガラス：「ウイルスクリーン」
- モバイルPCRマイクロTAS検査装置：「PicoGene PCR1100」(新型コロナウイルス検出には、TaqMan 2019-nCoV Assay Kit 試薬を使用）

### 家庭向け
- スペーシア - 中心部が真空で内面に金属膜を持つ高断熱複層ガラス（エコガラス）
- セキュオ - 2枚のガラスの間に中間膜を入れた防犯性の高い合わせガラス
- ペアマルチレイボーグ - 複層硝子の内面に特殊金属膜を持つ遮熱高断熱複層ガラス（エコガラス）南面向き
- ペアマルチSE - 複層硝子の内面に特殊金属膜を持つ遮熱高断熱複層ガラス（普及版エコガラス）南面向き
- ホームタフライト - 通常のガラスの3–5倍の強度を持つ強化ガラス
- パイロクリア - 通常のガラスの6倍以上の強度を持つワイヤレス防火ガラス（敷地境界向き）
- あんみつガラス - 株式会社あけぼの通商と共同開発による既存住宅向けアタッチメント付き高断熱複層ガラス（エコガラス）

### 商業建築向け
- ウム - 瞬間調光ガラス
- サーモクロミックガラス（温度で日射をコントロールするガラス：ラミシェードペア）

### ビルリフォーム向け
- ペアマルチLOWE（遮熱高断熱複層ガラス）
- ペアマルチSE（世界普及版遮熱高断熱複層ガラス）
- 内窓スペーシア（遮熱高断熱真空ガラス）

### 通信・情報機器向け
- セルフォックレンズアレイ (SLA) - 屈折率分布型レンズ (Selfoc) を多数配列したスキャニング用光学レンズ
- セルフォックマイクロレンズ（Selfoc）端面平坦ロッドレンズ
- グラノヴァ（Glanova）車載CIDや電子機器等のカバーガラス向け化学強化超薄板ガラス

### 自動車・車両向け
- ラミペーン (LAMIPANE) - フロントウインドウ用合わせガラス
- サーライトT (THERLITE-T) - 熱線入り防曇ガラス。原則としてリアウインドウ用。但し日産・シビリアンのように一部側窓にも使われる場合がある。
- ペアマルチ (PAIRMULTI) - 遮音性に優れる鉄道車両用複層ガラス。旧商標名マルチライト

### 太陽電池基板向け
- ファーストソーラー社向け太陽電池ガラスTEC基板（世界普及型太陽電池）

### 自動車タイミングベルト向け
- ガラス繊維

## 主要事業所
- 東京本社 - 東京都港区三田3-5-27 住友不動産東京三田サウスタワー
- 大阪本社 - 大阪市中央区北浜4-5-33 住友ビル4階
- 技術研究所 - 兵庫県伊丹市鴻池2-13-12
- 千葉事業所 - 千葉県市原市姉崎海岸6
- 相模原事業所 - 神奈川県相模原市緑区西橋本5-8-1
- 四日市事業所 - 三重県四日市市千歳町2
- 津事業所 - 三重県津市高茶屋小森町4902
- 京都事業所 - 京都市南区久世大薮町469
- 舞鶴事業所 - 京都府舞鶴市大波下小字浜田255

## 主要関係会社

### 国内グループ企業
ガラス建材事業
- 日本板硝子S&S株式会社
- 日本板硝子ウムプロダクツ株式会社
- 日本板硝子ビルディングプロダクツ株式会社
- 西日本板硝子センター株式会社
- 株式会社サンクスコーポレーション

自動車用ガラス事業
- 株式会社栃木日本板硝子
- エヌエスジーアッセンブリーサービス株式会社
- 西日本モジュラーウィンドウ株式会社
- 株式会社日本パーツ

高機能ガラス事業
- 日本板硝子環境アメニティ株式会社

その他
- カガミクリスタル株式会社
- エヌ・エス・ジー資材サービス株式会社
- 日本板硝子エンジニアリング株式会社

### 国外グループ企業
- Pilkington Group Ltd

## 取引先
ガラスを使用している自動車メーカー（ガラスにはNIPPON SAFETYのロゴが入っている）。
- トヨタ自動車 - 日本板硝子の主要株主である。
- 日産自動車
- マツダ
- 本田技研工業
- ダイハツ工業
- SUBARU
- 三菱自動車工業 - 採用車種はディアマンテ（2代目）、キャンター（7代目、現在は三菱ふそうトラック・バスより発売）。現在は自社生産車種での採用が無くなった。
- スズキ
- 三菱ふそうトラック・バス - キャンター（前述の7代目、日本国内仕様）の助手席ドア窓にタフライト（商標名の記載なし）が装着される。
- 日野自動車 - デュトロ（一部グレード）のフロントウインドウにラミペーンが装着される。
- ジェイ・バス宇都宮事業所

## 過去の提供番組
- すてきな出逢い いい朝8時（毎日放送制作・TBS系列）
- 地球発19時（同上）
- 米米CLUBの10分天国 略して10テン（TBSラジオ）第2期